# Domenico Sestini

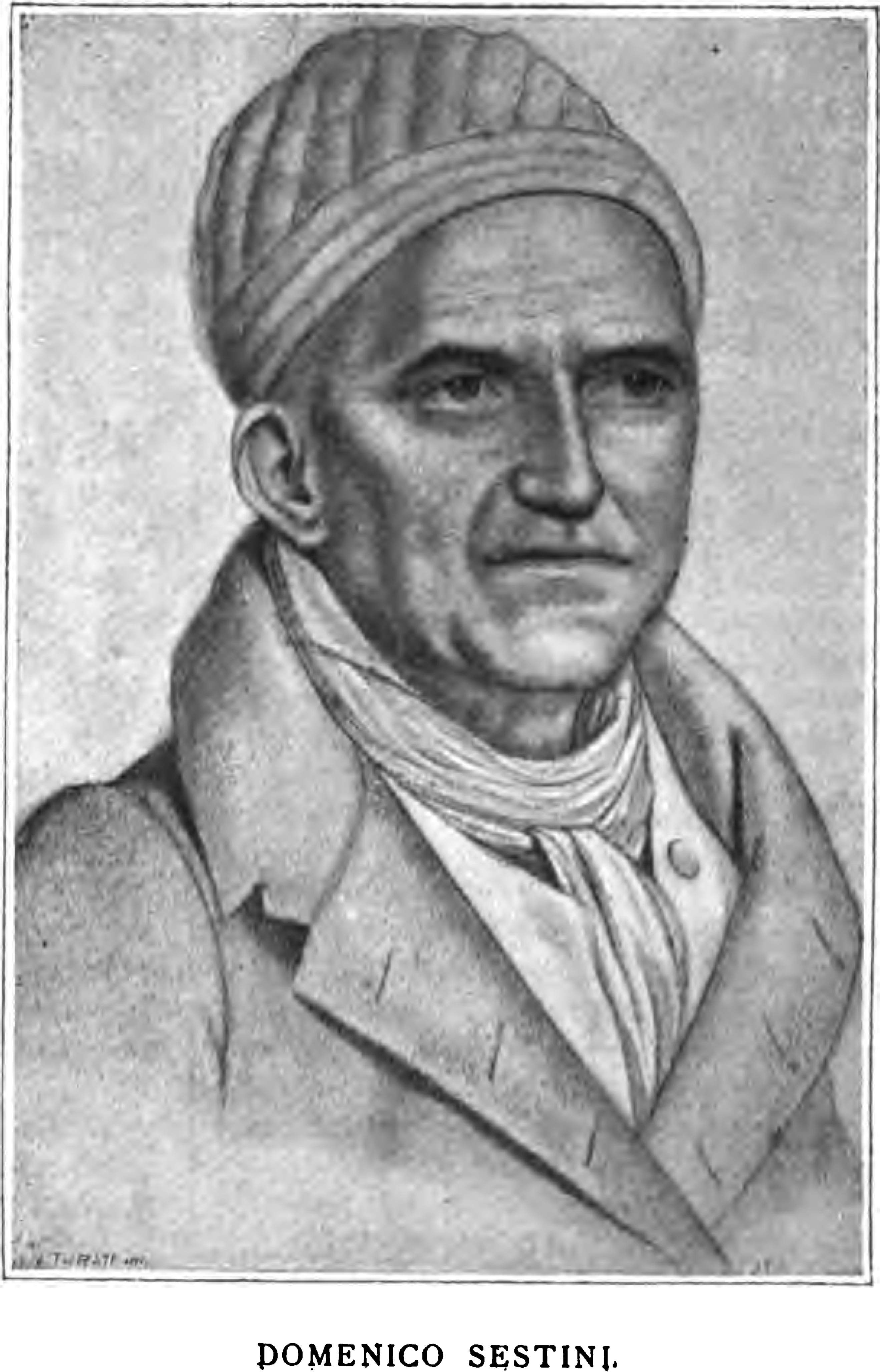
Domenico Sestini

Domenico Sestini (* 10. August 1750 in Florenz; † 8. Juni 1832 ebenda) war ein italienischer Bibliothekar, Numismatiker und Archäologe.
Nach dem Schulbesuch trat er dem Piaristenorden bei. 1775 ging er nach Sizilien, wo er Bibliothekar des Fürsten von Biscari in Catania wurde und für dessen Sammlung verantwortlich war. Von 1777 bis 1792 unternahm er zahlreiche Reisen in den Osten, nach Kleinasien, Mesopotamien, Griechenland und zum Balkan. Während dieser Reisen beschäftigte er sich vor allem mit archäologischen Hinterlassenschaften und Münzen, zeigte sich jedoch auch als kenntnisreicher Botaniker, Ornithologe und Mammaloge. Zwischen 1804 und 1810 lebte er in Berlin, wo er den Bestand des Münzkabinetts bearbeitete. 1810 ging er nach Paris, anschließend wurde er in Florenz Bibliothekar der Großherzogin Elisa Baciocchi. Nach einem Aufenthalt in Ungarn wurde er 1814 vom Großherzog Ferdinand III. zum großherzoglichen Antiquar und Professor an der Universität Pisa ernannt. 1820 wurde er korrespondierendes Mitglied der Académie des Inscriptions et Belles-Lettres in Paris. Seit 1827 war er Ehrenmitglied der Russischen Akademie der Wissenschaften in Sankt Petersburg.
Er veröffentlichte zahlreiche Publikationen besonders zur Numismatik, unter anderem Teile der Sammlung von Carlo d’Ottavio Fontana in drei Bänden.

## Schriften (Auswahl)
- Viaggio da Costantinopoli a Bassora, fatto dall’ abate Domenico Sestini accademico etrusco. s. n., s. l. 1786 (Digitalisat).
- Viaggio curioso-scientifico-antiquario per la Valachia, Transilvania e Ungheria fino a Vienna. R. Tondini, Florenz 1815 (Digitalisat).
- Descrizione d’alcune medaglie greche del museo particolare di sua altezza reale Monsig. Cristiano Federigo, principe ereditario di Danimarca. Piatti, Florenz 1821 (Digitalisat).
- Descrizione d’alcune medaglie greche del Museo del signore Carlo d’Ottavio Fontana di Trieste. Drei Bände. Piatti, Florenz 1822–1829 (Digitalisate: Band1, Band 2, Band 3).